# Фишналлер, Ханс Петер
Ханс Петер Фишналлер (нем. Hans Peter Fischnaller, 9 июля 1985, Випитено, Трентино — Альто-Адидже) — итальянский саночник, выступающий за сборную Италии с 2004 года, многократный призёр национального первенства.

## Биография
Ханс Петер Фишналлер родился 9 июля 1985 года в городе Випитено, регион Трентино — Альто-Адидже. Активно заниматься санным спортом начал в возрасте тринадцати лет, в 2004 году прошёл отбор в национальную сборную и в паре с Патриком Швинбахером стал принимать участие в различных международных стартах. В частности, на Кубке мира занял одиннадцатое место общего зачёта, а на взрослом чемпионате мира в американском Парк-Сити — тринадцатое. В следующем году после завершения всех кубковых этапов в мировом рейтинге сильнейших саночников поднялся до тринадцатой позиции, тогда как на европейском первенстве в немецком Винтерберге был в мужской парной программе девятым.
Кубковый цикл 2006/07 Фишналлер окончил на четырнадцатом месте общего зачёта, и тот же результат показал на чемпионате мира в австрийском Иглсе. Через год был в рейтинге Кубка мира семнадцатым, на домашнем чемпионате Европы в Чезане финишировал одиннадцатым, на мировом первенстве в немецком Оберхофе показал двенадцатое время. На чемпионате мира 2009 года в американском Лейк-Плэсиде они с партнёром не смогли приехать к финишу из-за ошибки на трассе, в связи с чем пришлось отказаться от дальнейших выступлений. Тем не менее, они остались в основном составе сборной и на кубковых этапах проехали вполне неплохо, расположившись на четырнадцатой строке общего зачёта.
Через год были на Кубке мира двенадцатыми, а на европейском первенстве в латвийской Сигулде закрыли десятку сильнейших. На чемпионате мира 2011 года в Чезане, будучи хорошо знакомыми с местной трассой, боролись призовые места и, немного не дотянув до подиума, оказались на четвёртой позиции, которая пока является их лучшим достижением на мировых первенствах. На Кубке мира показали тот же результат, шестое итоговое место. В 2012 году на чемпионате мира в немецком Альтенберге Ханс Петер Фишналлер вместе с Швинбахером пришли к финишу восьмыми.